# Constant Cornelis Huijsmans

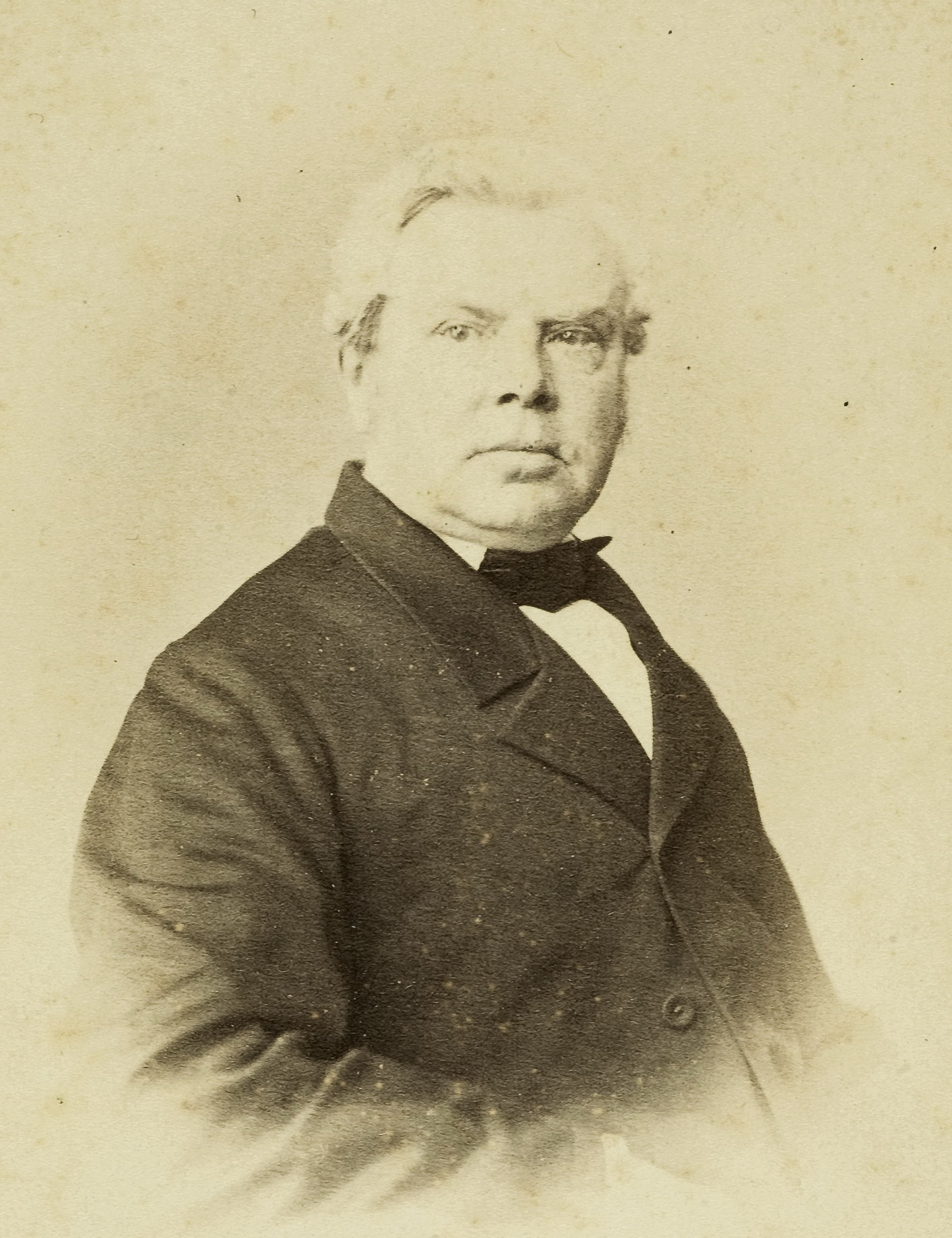
Constant Cornelis Huijsmans (nach 1860)

Constant Cornelis Huijsmans (* 1. Januar 1810 in Breda; † 28. November 1886 in Den Haag) war ein niederländischer Kunstmaler und Zeichenlehrer. Er malte vorzugsweise Landschaften, aber auch bäuerliche Interieurs.

## Leben
Huijsmans wurde 1810 als Sohn des Malers Jacobus Carolus Huijsmans geboren, der als Zeichenlehrer an der Koninklijke Militaire Academie in Breda lehrte. Von seinem Vater erhielt er die erste Ausbildung, bevor er zwischen 1828 und 1830 an der Akademie in Antwerpen unter Mathieu Ignace van Brée studierte. Aufgrund der Wirren der belgischen Revolution ging Huijsmans 1833 nach Paris. Hier lernte er über den niederländischen Maler Ary Scheffer die Landschaftsmaler Théodore Rousseau und Jean-Baptiste Hubert (* 1801) kennen, kehrte sich von der Historienmalerei ab und wandte sich dem Genre der Landschaftsmalerei zu. 1834 bereiste er den Süden Frankreichs. Im folgenden Jahr stellte er zwei Bilder im Salon de Paris aus.

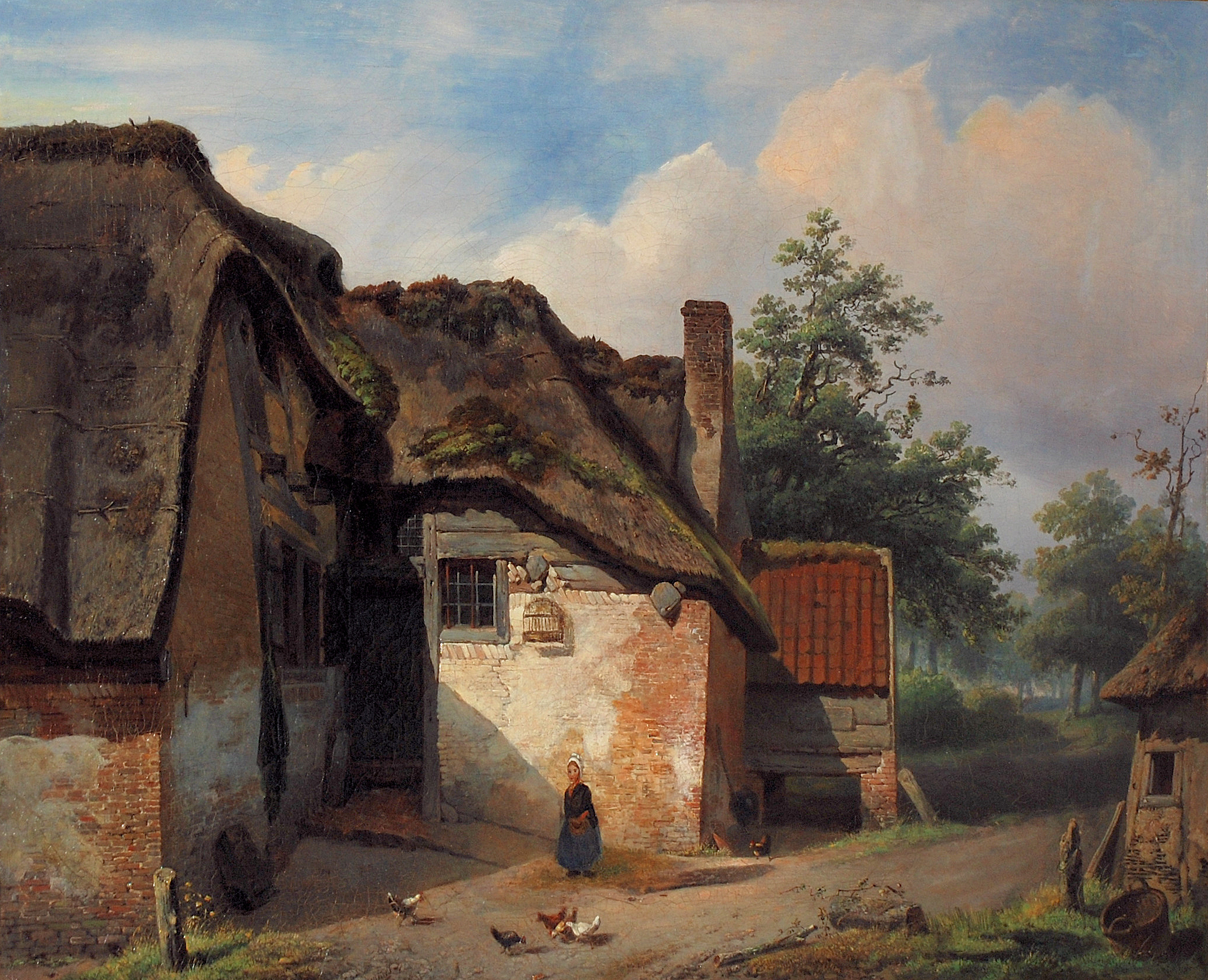
Bauernhaus im Brabant, 1849, Öl auf Leinwand, 75 × 60 cm

1835 kehrte er aufgrund der Erblindung seines Vaters nach Breda zurück und folgte ihm als Zeichenlehrer an der Kriegsakademie und dem städtischen Zeicheninstitut nach. In den folgenden Jahren  beschickte er viele holländische Ausstellungen mit Landschaften und bäuerlichen Interieurs und wurde so einem breiten Publikum bekannt. 1854 heiratete Huijsmans Louise Kersten, die Tochter eines Bierbrauers, und stieg damit in die höheren gesellschaftlichen Kreise auf. 1865 zog die Familie nach Tilburg, wo er von 1866 bis 1877 als Zeichenlehrer für die Koninklijke Hogereburgerschool Willem II. arbeitete und zwei Jahre lang auch Vincent van Gogh unterrichtete.

## Werke

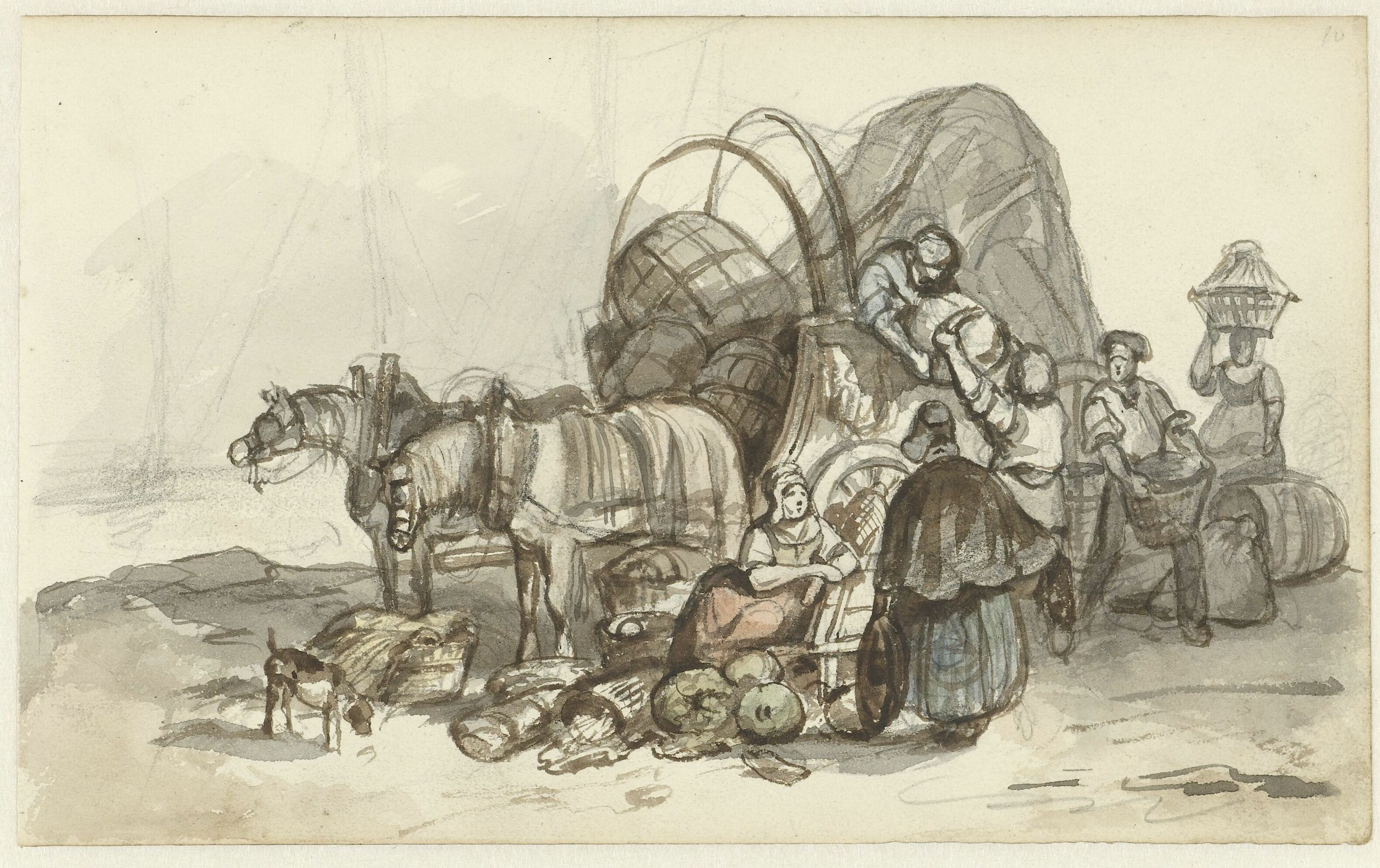
Entladen eines Bauernwagens, Rijksmuseum Amsterdam.
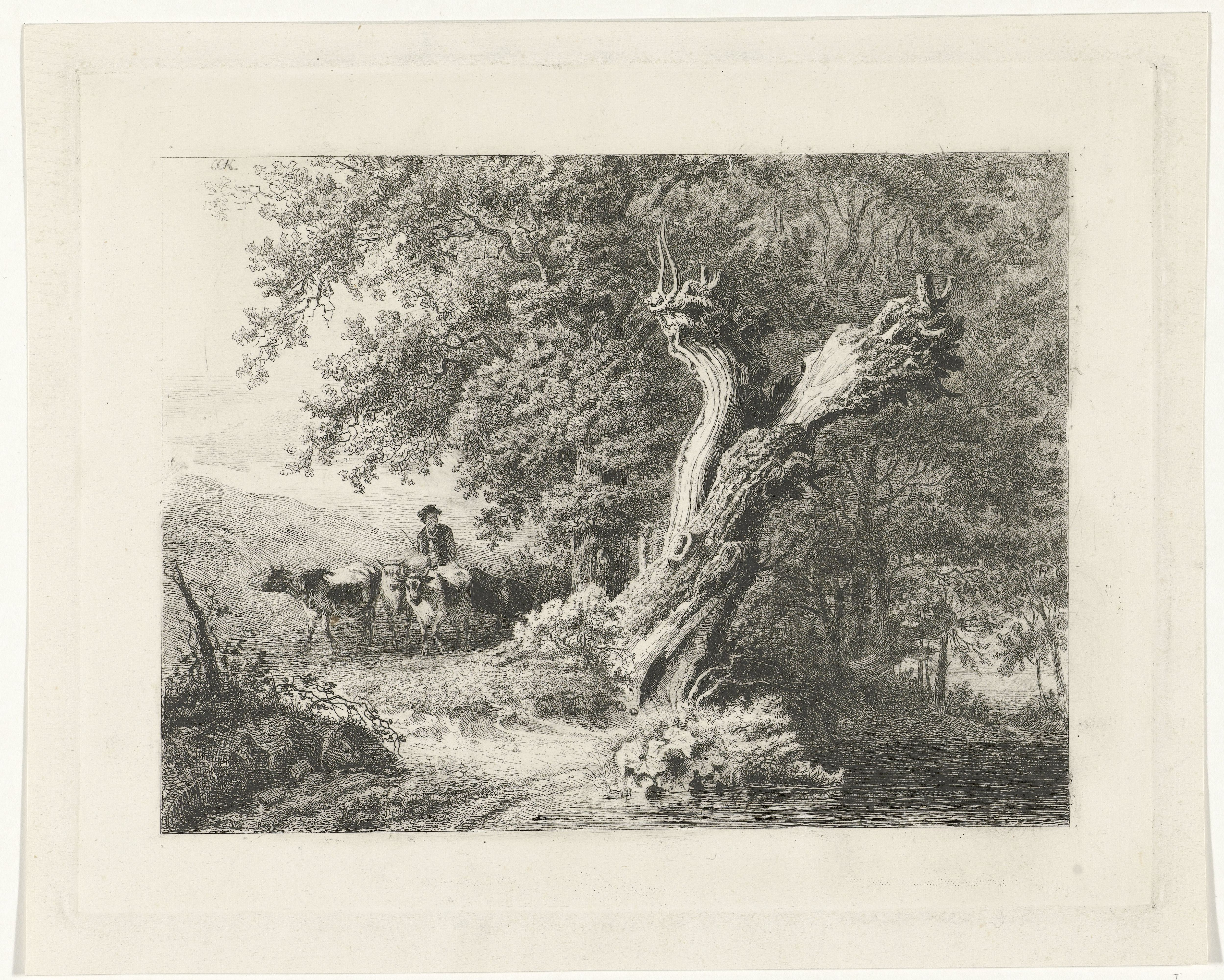
Landschaft mit einem kahlen Baum und Schäfer, von C.C. Huijsmans signiert mit C.C.H., Rijksmuseum Amsterdam.
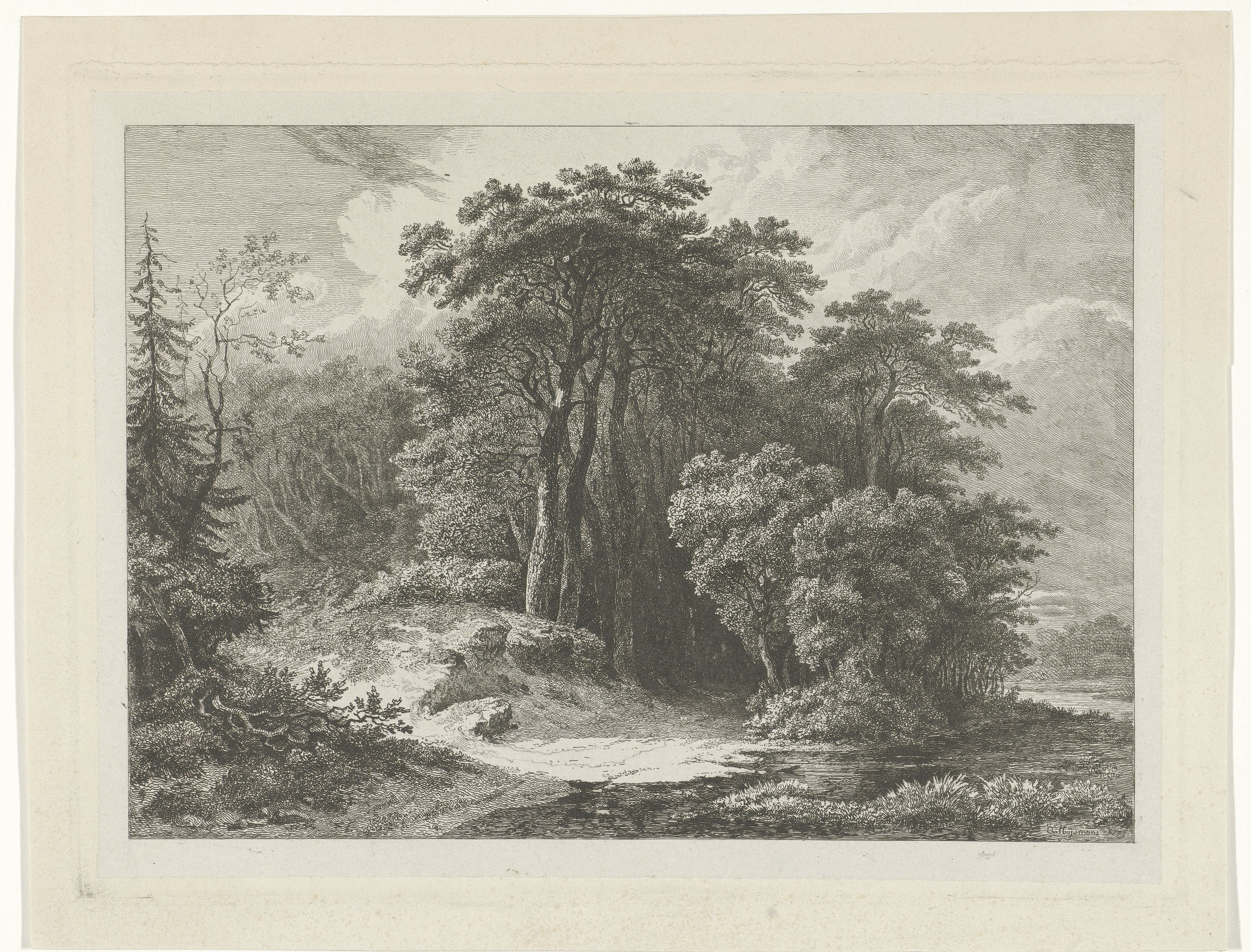
Waldlandschaft mit Bach, von C.C. Huijsmans signiert, Rijksmuseum Amsterdam.
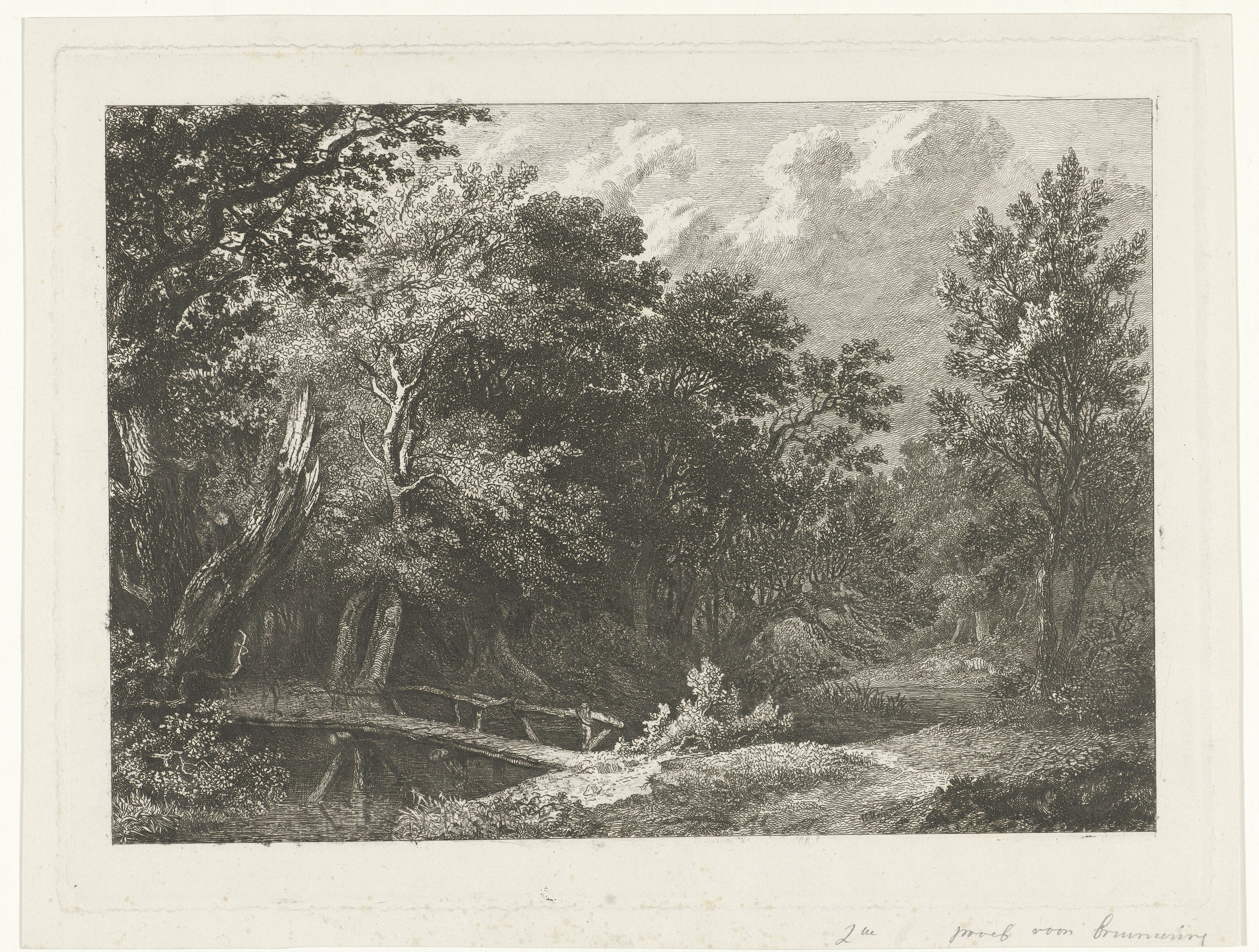
Waldlandschaft mit Holzbrücke, von C.C. Huijsmans signiert, Rijksmuseum, Amsterdam.

## Veröffentlichungen
- Het Landschap. H. J. Backer, Dordrecht 1840: Vorlagewerk für Landschaftsmaler in 6 Heften zu je 6 Blättern.
- Grondbeginselen der Teekenkunst. P. N. van Kampen, Amsterdam 1852.